# Quechua de Huangáscar-Topará
El quechua de Huangáscar-Topará es una lengua quechua hablada en el sur de la provincia peruana de Yauyos en el departamento de Lima en las riberas serranas del río Topará, alcanzando los distritos de Huangáscar, Azángaro y Chocos y la zona fronteriza de la provincia de Cañete. Incluye el habla de Chavín de Topará en la zona colindante de la provincia iqueña de Chincha
En su Lingüística quechua, Rodolfo Cerrón-Palomino ubica al Huangáscar-Topará dentro del grupo Quechua I, en la rama Wankay junto al huanca y al yaru.  Por sí mismo, conforma una de las zonas diferenciadas en el Quechua I por el mismo autor.
Junto con el quechua de Pacaraos y el quechua de la comunidad de Hongos (relacionado al quechua de Cacra), es una de las variantes del Quechua I que no emplea el subordinador -r.
- Datos: Q5903889